# Branchiostegus sawakinensis
Branchiostegus sawakinensis is een straalvinnige vissensoort uit de familie van tegelvissen (Malacanthidae). De wetenschappelijke naam van de soort is voor het eerst geldig gepubliceerd in 1969 door Amirthalingam.